# Profu' de engleză
Profu' de engleză (titlu original: Renaissance Man, cu sensul de Omul renascentist) este un film american de comedie din 1994 regizat de Penny Marshall. Rolurile principale au fost interpretate de actorii  Danny DeVito, Gregory Hines, James Remar și Cliff Robertson.  Filmul a fost primit în mod negativ de către critici și public. Este primul film de lung metraj în care a jucat Mark Wahlberg.

## Prezentare
Bill Rago (DeVito), un tip divorțat, tocmai și-a pierdut slujba de agent de marketing. Deoarece nu dorește să trăiască din ajutorul de șomaj, Rago acceptã o slujbă neobișnuită: profesor de limba engleză într-o bază militară a unor soldați care nu pricep nimic din tot ce li se predă. După o serie de eșecuri, noul profesor de engleză reușește să capteze atenția elevilor săi cu piesa de teatru Hamlet de Shakespeare dar pe ritmuri de rap.

## Distribuție
În paranteză, cu text cursiv - rolurile din Hamlet ale personajelor din film
- Danny DeVito - Bill Rago
- Gregory Hines - Sergent Clasa întâi Cass
- James Remar - Căpitan Tom Murdoch
- Cliff Robertson - Colonel James
- Ed Begley, Jr. - Jack Markin
- Lillo Brancato, Jr. - soldat Donnie Benitez (Horatio)
- Stacey Dash - soldat Miranda Myers (Ofelia)
- Kadeem Hardison - soldat  Jamaal Montgomery (Fantoma tatălui lui Hamlet)
- Richard T. Jones - caporal Jackson Leroy (Laertes)
- Khalil Kain -  soldat Roosevelt (Nathaniel) Hobbs (Prințul Hamlet)
- Peter Simmons - soldat Brian Davis, Jr.
- Gregory Sporleder - soldat Melvin Melvin (Polonius)
- Mark Wahlberg - soldat Tommy Lee Haywood (Regele Claudius)
- Alanna Ubach - Emily Rago, fiica lui Bill
- Isabella Hofmann - Marie

## Titlul filmului
Titlul original al filmului în engleză Renaissance Man se referă la scriitorul, arhitectul, pictorul, sculptorul, filozoful italian și umanist al Renașterii Leon Battista Alberti (1404-1472), despre care Bill Rago le spune elevilor săi că era un sportiv deștept care putea să stea cu picioarele împreunate așa și să sară peste un om.. și că dacă Leon Battista Alberti nu ar fi putut face asta nu mi-aș fi amintit nimic despre el.
În limba germană, filmul a fost distribuit ca Mr. Bill, în franceză ca Opération Shakespeare (sau ca  Si la vie vous intéresse în Québec), iar în italiană ca Mezzo professore tra i marines.  În Australia filmul a fost distribuit ca Army Intelligence, iar în Polonia ca Inteligent w armii. În Rusia filmul a fost tradus ca Человек эпохи Возрождения.

## Producție
Filmările au început la 13 septembrie 1993 și s-au încheiat la 20 noiembrie 1993. Scenele din fictivul "Fort McLane" au fost filmate la Fort Jackson, Carolina de Sud. Unele scene de P.T. (pregătire fizică) și B.R.M. (Ochire cu pușcă de bază) sunt reale. Scena de absolvire a fost filmată în timpul numeroaselor teste de absolvire de formare de bază de la Fort Jackson.

## Primire
Profu' de engleză a primit multe comentarii negative. Roger Ebert a dat filmului o jumătate de stea dintr-un maxim de patru stele. Ebert a spus că "Penny Marshall nu a mai recreat atmosfera/spiritul din filmele sale anterioare, Vreau să fiu mare și Liga feminină de baseball și că filmul pare a fi o încrucișare între Cercul poeților dispăruți și Benjamin, recrut fără voie, dar fără a avea căldura sau spiritul acestor filme." De asemenea, el s-a întrebat dacă predarea de către personajul lui DeVito a pieselor lui Shakespeare a folosit la ceva în instruirea recruților militari. În prezent, filmul are un rating de 17% pe Rotten Tomatoes.

## Coloană sonoră
- Cantaloop (Flip Fantasia)
  - Scris de Mel Simpson, Geoff Wilkinson, RahSaan Kelly și Herbie Hancock
  - Prin amabilitatea Blue Note Records, o subsidiară a Capitol Records, Inc.
  - Cu licență Cema Special Markets
  - Interpretat de Us3
- Listen to the Rain
  - Scris de  Stevie Nicks, Monroe Jones și Scott Crago
  - Interpretat de Stevie Nicks
  - Prin amabilitatea Modern / Atlantic Records
- Archy Breaky Heart
  - Scris de  Don Von Tress
- Hamlet Rap
  - Interpretat de The Double D's
- Life in the Streets
  - Scris de  Frank Peterson, Alex Christensen, Mark Wahlberg și J.Paquette
  - Interpretat de Prince Ital Joe Feat și Mark Wahlberg[5]
  - Prin amabilitatea East West Records GmbH, Germania
- R.O.C.K. in the U.S.A.
  - Scris și interpretat de  John Mellencamp
  - Prin amabilitatea Mercury Records
- In Love
  - Scris de  Frank Peterson, Alex Christensen, Mark Wahlberg și J.Paquette
  - Interpretat de Prince Ital Joe Feat și Mark Wahlberg[5]
  - Prin amabilitatea East West Records GmbH, Germania
- Washington Post March
  - Interpretat de The 282nd Army Band, Fort Jackson
- United
  - Scris de  Frank Peterson, Alex Christensen, Mark Wahlberg și J.Paquette
  - Interpretat de Prince Ital Joe Feat și Mark Wahlberg[5]
  - Prin amabilitatea East West Records GmbH, Germania